# 親友
親友（しんゆう）とは、とても仲がいい友人を指す。
同音をもじった派生語に、心から理解し合える友人の事を心友、信じあえる友人の事を信友などが使われることがある。真摯に向き合っている真実の友人を真友と言うこともある。
異音同意語に知音もある。これは、琴の音を理解してくれた友人が、先立ったことをことを嘆いたことに由来する。
親友の存在は人間の発達段階で非常に重要とされ、ハリー・スタック・サリヴァンは『The interpersonal theory of psychiatry』（1953年出版）において、児童期（英: juvenile period、4,5～14,15歳）における親友（英: chum）という存在は「癒やし」の効果があると説いている。
親友をモチーフとした作品では、太宰治の短編小説『走れメロス』があり、暴君により人質となった親友のセリヌンティウスの元にメロスが必死に帰って来る物語として知られるが、これはギリシア神話のエピソードとドイツのフリードリヒ・フォン・シラーの詩から創作していることが同作品の最後に記述されている。